# Eritrea címere

Eritrea címere

Eritrea címere egy korong alakú pajzs, amelyen egy barna teve látható vöröses-barna sivatagi talajon. A korongot aranyszínű koszorú fogja át, alul világoskék szalagon olvasható az ország neve angolul, arabul és amharául.